# Johan Reinhardt
Johannes Christopher Hagemann Reinhardt ( Rendalen (Noruega, 23 de diciembre de 1778 - Copenhague, 31 de octubre de 1845) fue un zoólogo y profesor noruego.

## Biografía
Nacido en la parroquia Rendalen en Noruega, su padre, Johannes Henrik Reinhardt, era cura, y su madre, Johanne Elisabeth Mommesen, era de Holmestrand (Noruega). No fue bautizado Johannes, pero adoptó el nombre más adelante. Después de haber sido educado en casa, llegó a Copenhague en 1792 y entró en su Universidad en 1793, donde pasó los dos primeros exámenes, pero después de que pasó casi dos años en el país, donde utilizó la oportunidad de estudiar plantas y animales.
En 1796, regresó a Copenhague para estudiar teología, pero sus tendencias lo apartó de este estudio hacia historia natural. Se convirtió en un discípulo de Martin Vahl, con cuya ayuda Reinhardt en 1801 tuvo la oportunidad de viajar al extranjero, donde permaneció hasta 1806 (en el comienzo fue tutor de un hijo del consejero de estado titular J.C.C. Brun). En un primer momento, Reinhardt estudió mineralogía en la academia de la minería en Freiberg, más adelante principalmente zoología y anatomía en Gotinga y finalmente en París. Durante su estancia allí recibió un contrato como inspector para que una parte de la recién creada Real Museo de Historia Natural, que fue fundada al adquirir las colecciones de la Sociedad de Historia Natural en 1805. Él estaba a punto de comenzar como tutor privado en una familia alemana en Normandía, pero felizmente aceptó el cargo de inspector de lugar, aunque el salario anual fue sólo 200 Rdl. debido a que ahora sentía que sea posible para volver a casa sin tener que elegir entre "la muerte por hambre o la práctica de la ley". Permaneció en París por unos meses más, y trató de extender su conocimiento en lugar insuficientes mediante el estudio de los museos y siguiendo las conferencias de Georges Cuvier, que había excitado su entusiasmo. A finales de 1806 regresó e inmediatamente se hizo cargo de la gestión de la colección. En 1809 comenzó a dar conferencias en el museo, y cuando el profesor J. Rathke había sido trasladado a Christiania, Reinhardt también fue empleado por la universidad en 1813, en un primer momento como conferenciante mayor y al año siguiente como un profesor extraordinario en historia natural. En 1814, se casó con Mette Margrethe Nicoline Hammeleff (1782-1832), hija de un concejal de estado titular N. Hammeleff y Juliane Marie Hammeleff, nacido Pontoppidan. En 1821, se convirtió en un miembro de la Real Academia Danesa de Ciencias y Letras, en 1830 profesor ordinario y miembro del Consejo Académico; en 1836 fue nombrado honorable Doctor en Filosofía, y en 1839 se convirtió en concejal de estado titular.
Fue el padre del herpetólogo Johannes Theodor Reinhardt (1816-1882), quien con Christian Frederik Lütken (1827-1901), publicaron  Bidrag hasta Kundskab om Brasiliens Foulard og Krybdyr ' "(Contribuciones al conocimiento de los anfibios y reptiles de Brasil).

## Algunas publicaciones
- Quinque mumias bestiarum Aegyptiacas describendo prolusit. Publicó typ. J.H. Schultzii, 1824, 64 p.

## Abreviatura (zoología)
La abreviatura J. C. H. Reinhardt  se emplea para indicar a Johan Reinhardt como autoridad en la descripción y taxonomía en zoología.